# Kolasläktet
Kolaträd (Cola) är ett växtsläkte inom underfamiljen Sterculioideae, med omkring 50 arter i det tropiskt afrikanska skogsområdet. Kolasläktet ingår i familjen malvaväxter.
De är 6–40 meter höga träd, vilkas 4- eller 5-rummiga baljfrukt innehåller frön som saknar frövita, men har en på stärkelse rik grodd.
De viktigaste arterna är det äkta kolaträdet (Cola nitida) , tillspetsade kolaträdet (Cola acuminata), båda omkring 12–20 meter höga, med vidsträckt utbredning och ofta odlade i tropiska Afrika.
Trädens röda frön, kolanötter, utgör en viktig handelsartikel och är populära särskilt i Sudan.
Under senare delen av 1800-talet fick torkade kolanötter viss användning i Europa i pastiller, biskivier, karameller likörer med mera. Läskedrycken Coca-Cola innehåller ett extrakt av kolanöt, vilket ger drycken en låg halt av koffein.

## Bildgalleri

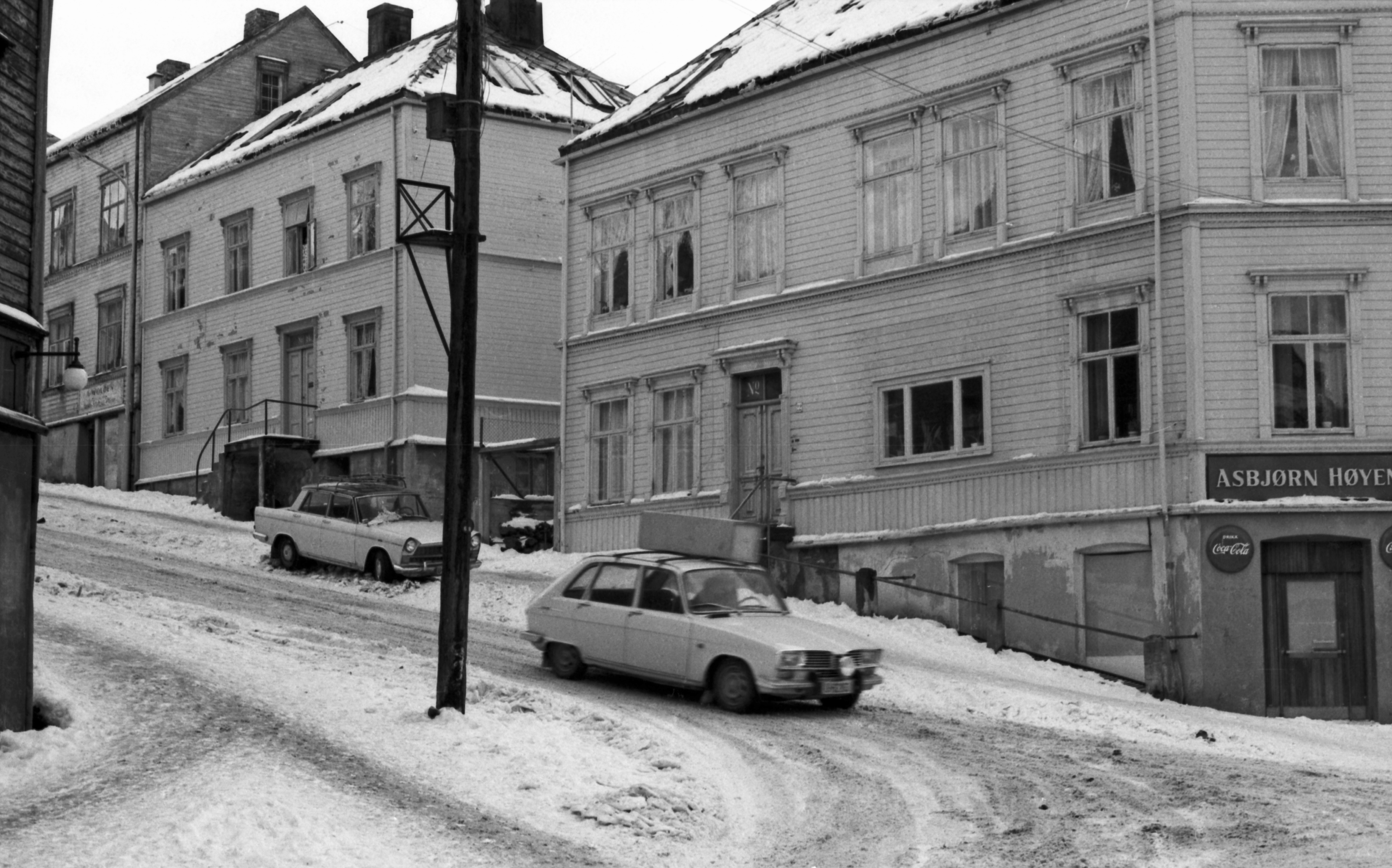
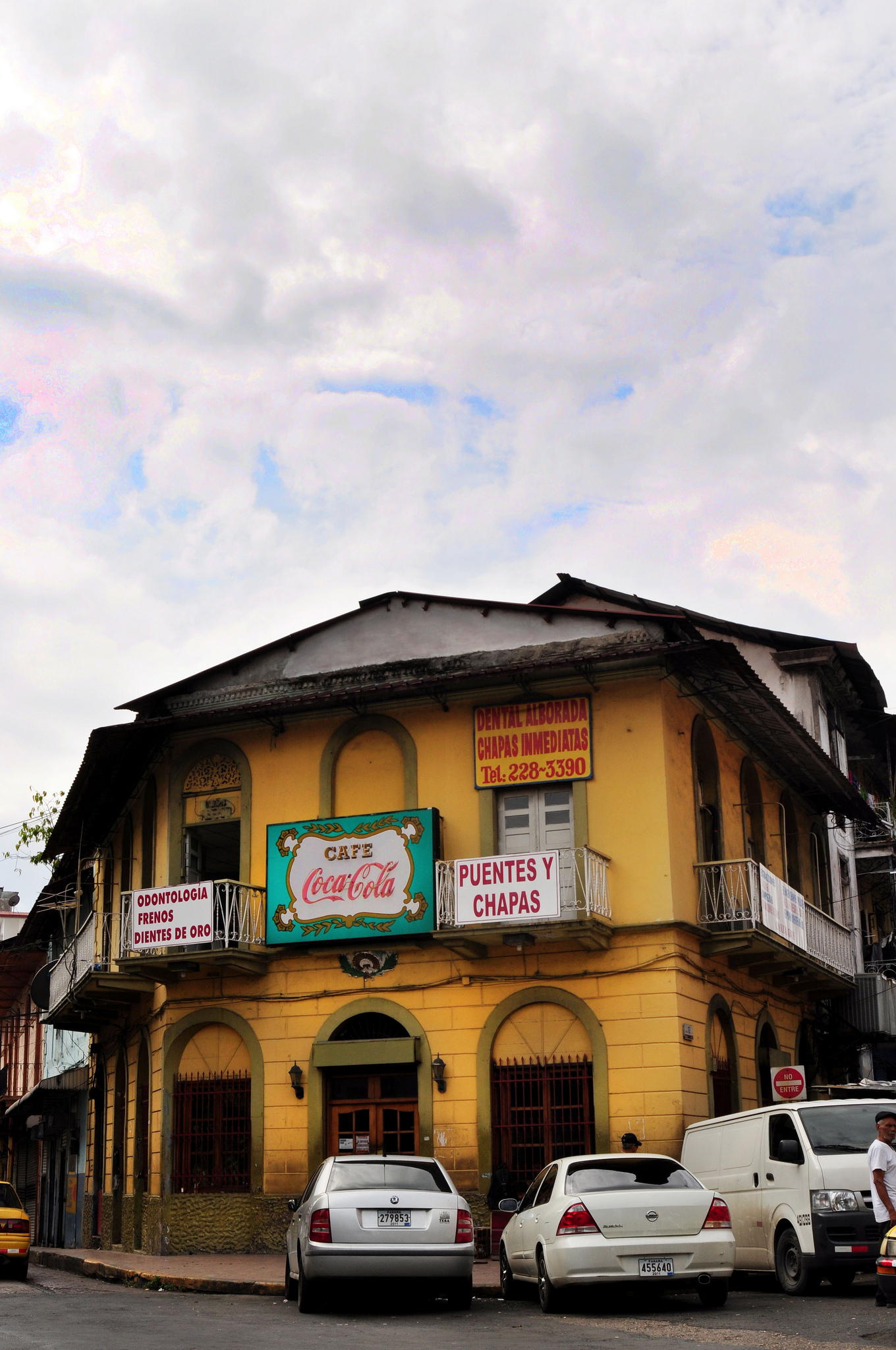
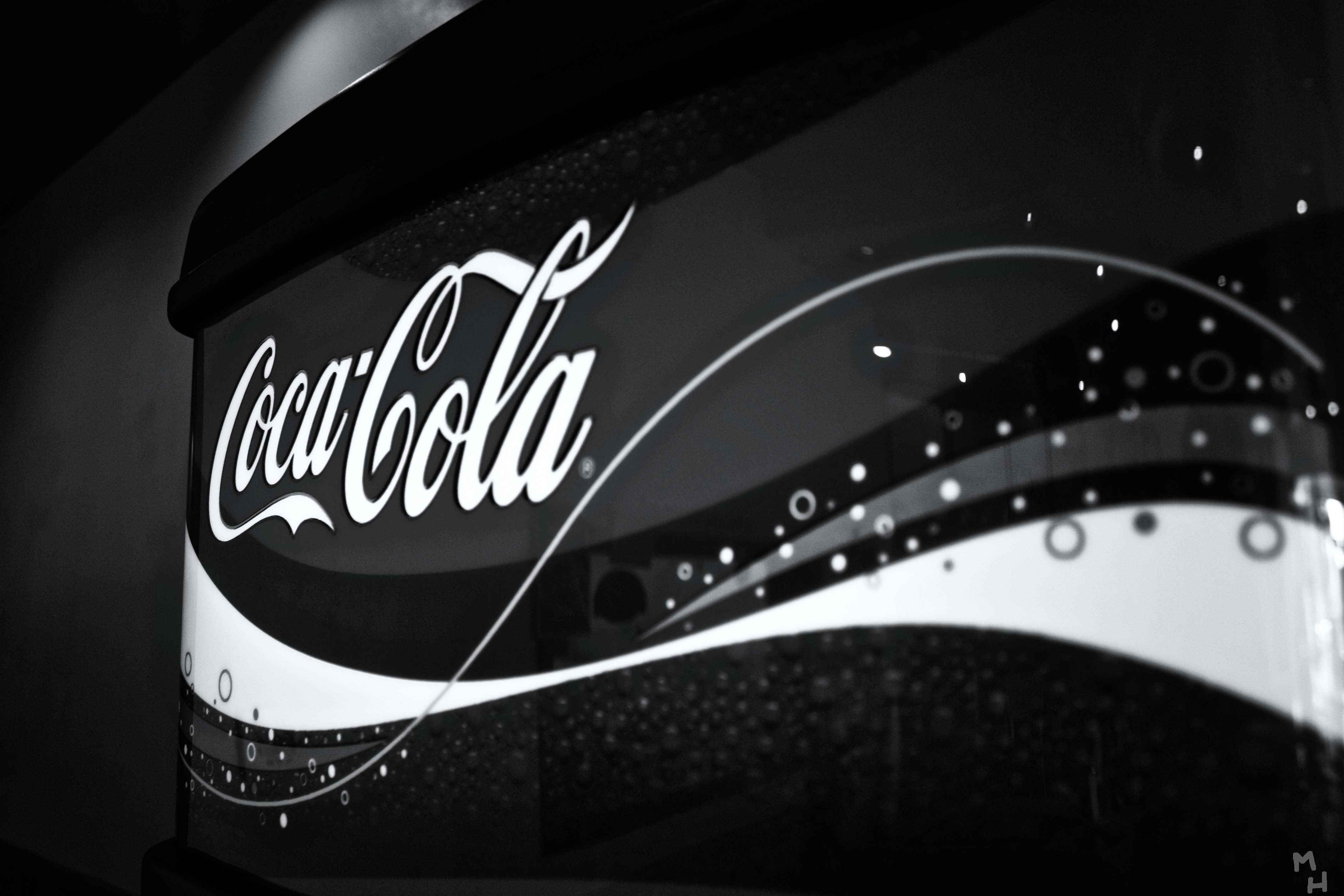
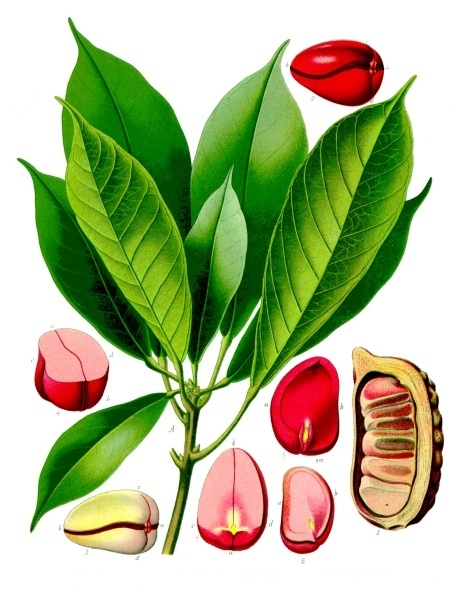
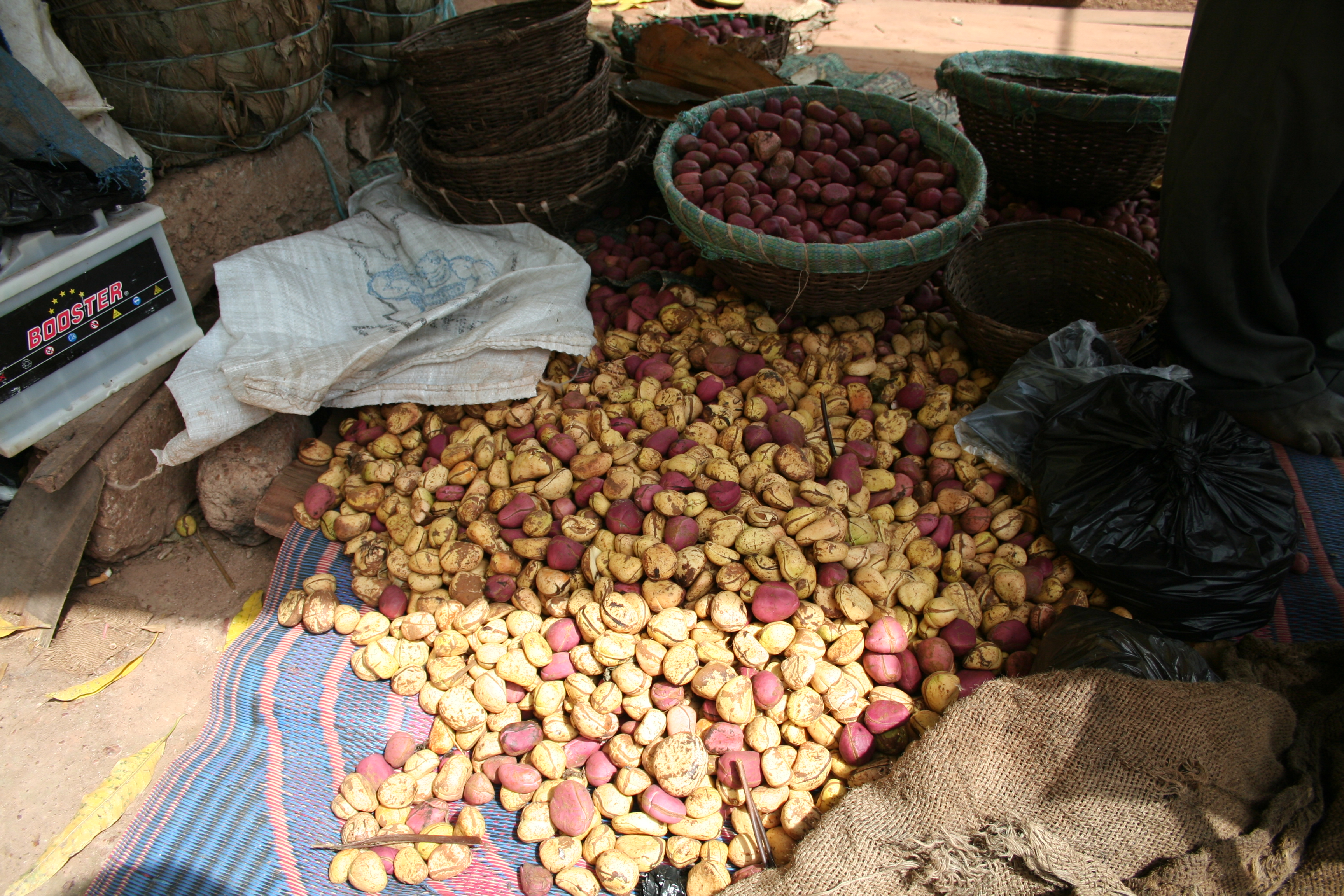
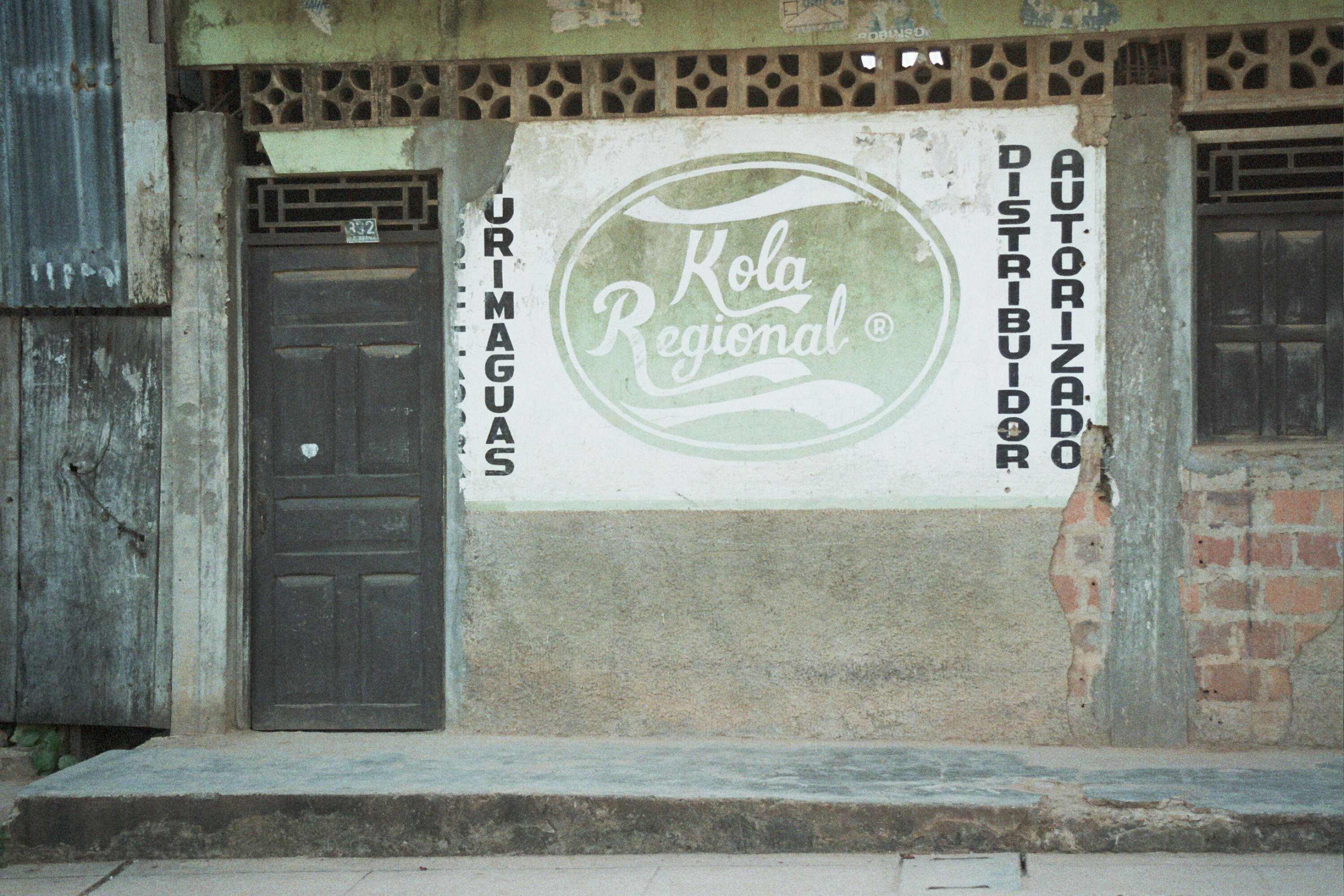

## Dottertaxa tillCola, i alfabetisk ordning[2]
- Cola acuminata
- Cola altissima
- Cola angustifolia
- Cola anomala
- Cola argentea
- Cola attiensis
- Cola baldwinii
- Cola ballayi
- Cola boxiana
- Cola brevipes
- Cola bruneelii
- Cola buesgenii
- Cola buntingii
- Cola cabindensis
- Cola caricifolia
- Cola cauliflora
- Cola cecidiifolia
- Cola chlamydantha
- Cola chlorantha
- Cola clavata
- Cola coccinea
- Cola congolana
- Cola cordifolia
- Cola crispiflora
- Cola digitata
- Cola discoglypremnophylla
- Cola diversifolia
- Cola duparquetiana
- Cola edeensis
- Cola fibrillosa
- Cola ficifolia
- Cola flaviflora
- Cola flavovelutina
- Cola gabonensis
- Cola gigantea
- Cola gigas
- Cola gilletii
- Cola glabra
- Cola glaucoviridis
- Cola greenwayi
- Cola griseiflora
- Cola heterophylla
- Cola hispida
- Cola hypochrysea
- Cola kimbozensis
- Cola lasiantha
- Cola lastoursvillensis
- Cola lateritia
- Cola laurifolia
- Cola lepidota
- Cola letestui
- Cola letouzeyana
- Cola liberica
- Cola lissachensis
- Cola lizae
- Cola lomensis
- Cola lorougnonis
- Cola louisii
- Cola lukei
- Cola mahoundensis
- Cola marsupium
- Cola mayimbensis
- Cola mayumbensis
- Cola megalophylla
- Cola metallica
- Cola millenii
- Cola minor
- Cola mossambicensis
- Cola mosserayana
- Cola nana
- Cola natalensis
- Cola ndongensis
- Cola nigerica
- Cola nitida
- Cola noldeae
- Cola obtusa
- Cola octoloboides
- Cola pachycarpa
- Cola philipi-jonesii
- Cola pierlotii
- Cola porphyrantha
- Cola praeacuta
- Cola pseudoclavata
- Cola pulcherrima
- Cola quentinii
- Cola reticulata
- Cola rhynchophylla
- Cola ricinifolia
- Cola rondoensis
- Cola rostrata
- Cola ruawaensis
- Cola scheffleri
- Cola sciaphila
- Cola selengana
- Cola semecarpophylla
- Cola simiarum
- Cola stelechantha
- Cola subglaucescens
- Cola suboppositifolia
- Cola sulcata
- Cola tessmannii
- Cola triloba
- Cola tsandensis
- Cola uloloma
- Cola umbratilis
- Cola urceolata
- Cola usambarensis
- Cola vandersmisseniana
- Cola welwitschii
- Cola verticillata